# 亚红鞘薹
亚红鞘薹（学名：Carex subfilicinoides），又名近蕨薹草，是莎草科薹草属的植物，是中国的特有植物。分布在中国大陆的湖北、云南西北部、四川西部等地，生长于海拔1,200米至2,900米的地区，多生在路旁草丛中、常绿阔叶林林缘、山坡阴处和田埂上，目前尚未由人工引种栽培。